# Estación de Las Suertes

Mapa zonal de la estación con los accesos al Metro, y los recorridos y las paradas de los autobuses de la EMT.

Las Suertes es una estación de la línea 1 del metro de Madrid situada bajo la confluencia de la avenida del Ensanche de Vallecas con la calle Cañada del Santísimo, en el distrito de Villa de Vallecas, en Madrid.

## Historia
La estación fue inaugurada el 16 de mayo de 2007 junto con las estaciones de La Gavia y Valdecarros. Hasta otoño de ese mismo año y debido a la poca densidad de vecinos en el barrio solo continuaban hasta Valdecarros 1 de cada 3 trenes. La estación toma su nombre de la cercana avenida de Las Suertes. Cerca se encuentra el Centro Comercial La Gavia.
Desde el 24 de junio de 2023, y hasta el 14 de octubre, el tramo Nueva Numancia-Valdecarros permaneció cortado por obras. En su lugar se ha establecido un servicio sustitutivo de autobús.

## Accesos
Vestíbulo Las Suertes
- Cañada del Santísimo C/ Cañada del Santísimo (esquina Avda. Ensanche de Vallecas, 80)
- Ascensor C/ Cañada del Santísimo (esquina Avda. Ensanche de Vallecas, 80)

## Líneas y conexiones

### Metro
| << cabecera        | < estación | línea | cabecera >> |
| ------------------ | ---------- | ----- | ----------- |
| Pinar de Chamartín | La Gavia   |       | Valdecarros |

### Autobuses
| Diurnos   |                      |                                                   |
| Línea     | Destino              | Parada                                            |
| 142       | Ensanche de Vallecas | 3853 METRO LAS SUERTES (Av. Ensanche de Vallecas) |
| 142       | Pavones              | 3854 METRO LAS SUERTES (Av. Ensanche de Vallecas) |
| Nocturnos |                      |                                                   |
| Línea     | Destino              | Parada                                            |
| N9        | Ensanche de Vallecas | 3853 METRO LAS SUERTES (Av. Ensanche de Vallecas) |